# Farornas land
Farornas land (originaltitel: The Far Country) är en amerikansk western-film från 1954 med James Stewart i huvudrollen. Filmen regisserades av Anthony Mann.

## Handling
Jeff Webster (James Stewart) hör talas om guldrushen i Klondike. Tillsammans med sin vän Ben Tatum (Walter Brennan) och en hjord med kor ger de sig iväg för att finna lyckan. När de väl kommer fram ser de ett laglöst land, men de ignorerar det hela tills de själva får problem.

## Om filmen
James Stewart och regissören Anthony Mann gjorde tillsammans fem välkända western-filmer, detta är den femte och sista.

## Rollista
| James Stewart    | – Jeff Webster |
| Ruth Roman       | – Ronda Castle |
| Corinne Calvet   | – Renee Vallon |
| Walter Brennan   | – Ben Tatum    |
| John McIntire    | – Gannon       |
| Jay C. Flippen   | – Rube         |
| Harry Morgan     | – Ketchum      |
| Steve Brodie     | – Ives         |
| Connie Gilchrist | – Hominy       |
| Robert J. Wilke  | – Madden       |
| Chubby Johnson   | – Dusty        |
| Royal Dano       | – Luke         |
| Jack Elam        | – Newberry     |
| Kathleen Freeman | – Grits        |
| Connie Van       | – Molasses     |